# Церковь Петра и Павла (Шадринка)
Церковь Петра и Павла — православный храм в селе Шадринка, Свердловской области.
Решением Исполнительного комитета Свердловского областного Совета народных депутатов № 75 от 18 февраля 1991 года присвоен статус памятника архитектуры регионального значения.

## История
Расположена в северной части села, на левом берегу реки Шавушка. Церковь каменная, однопрестольная. Строительные работы начаты 1863 году. 4 ноября 1868 года храм освящён во имя апостолов Петра и Павла. В составе прихода шесть деревень, в двух из которых есть каменные часовни. Число прихожан немногим больше 2000. Действовала церковно-приходская школа.
Закрыта в 1930 году. Возвращена РПЦ в 1992 году, ведутся восстановительные работы. Действующая.

## Архитектура
Форма объёма здания трехчастная: храм с пятигранной апсидой, трапезная и колокольня, по бокам основания которой — притворы. Основной объём кубический, покрыт на четыре ската и завершён пятиглавием на круглых барабанах. Стены обработаны раскрепованными пилястрами и лёгкими вертикальными углублениями, в которые вписаны окна: нижние — с лучковыми, верхние, меньшие, — с арочными очертаниями проема. Под первым рядом окон — горизонтальные уступчатые ниши.
Колокольня двухъярусная, восьмёриковая, увенчанная шатром; второй ярус с пролётами по осям, украшен «переплетением» килевидных арок и мелких кокошников.